# Bernhard Hofmann (Jurist)
Bernhard Hofmann (* 19. Juli 1889 in Magdeburg; † 10. Februar 1954 ebenda) war ein deutscher Jurist und Konsistorialpräsident.

## Leben
Hofmann wurde als Sohn eines Pfarrers geboren. Er studierte von 1907 bis 1910 an den Albert-Ludwigs-Universität Freiburg, der Friedrich-Wilhelms-Universität zu Berlin und der Friedrichs-Universität Halle Rechtswissenschaft. 1908 wurde 1908 er im Corps Palaiomarchia recipiert. Nach dem Referendarexamen und dem Vorbereitungsdienst in Magdeburg meldete er sich 1914 als Kriegsfreiwilliger. 1915 wurde er als Unteroffizier in den Flandernschlachten durch einen Lungensteckschuss verwundet. Nach seiner Genesung kam er als Leutnant der Reserve an die Ostfront. Zuletzt führte er eine Einheit als Batterieführer, bis er nach Kriegsende 1918 aus dem Heeresdienst entlassen wurde. Er ließ sich 1919 als Rechtsanwalt und Notar in Kalbe (Milde) nieder und trat dort dem Stahlhelm, Bund der Frontsoldaten bei. Mit anderen Ortsgruppen wollte er dadurch – wie er später schrieb – einen „Damm gegen die rote Flut des Marxismus“ errichten.  Er blieb Mitglied des Stahlhelm-Bundes, der 1933/1934 in die SA-Reserve I der Sturmabteilung überführt wurde.

### Treue
Dessen ungeachtet stellte sich Hofmann, der 1931 zum Vorsitzenden vom Altherrenausschuss des Corps Palaiomarchia gewählt und auch 1933 bestätigt worden war, in aller Entschiedenheit gegen die nun von den Nationalsozialisten verlangte Ausschließung der jüdisch-stämmigen Corpsbrüder Fritz Lassen und Kurd Dalen, indem er sich auf das gegenseitige Treuegelöbnis berief: „Wer das Band meines Corps trägt, ist mein Corpsbruder, und meinen Bruder verteidige und schütze ich mit Leib und Seele … Ich opfere nicht meinen Bruder um meiner selbst willen noch um meiner Rasse willen.“ Als daraufhin einige wenige, nationalsozialistische Mitglieder nach erfolgloser Forderung von Hofmanns Rücktritt aus dem Corps austraten, hetzte Der Stürmer gegen die „abgrundtiefe Gesinnungs- und Charakterlosigkeit“ Hofmanns: „Wer erklärt, daß er mit dem Juden unlösbar verbunden ist, muss selbst Jude oder Judenbastard sein“. Der Vorgang wurde zum Anlass genommen, ein Strafverfahren gegen Hofmann nach dem Heimtückegesetz einzuleiten, welches später wegen Verjährung eingestellt wurde.

### Anwalt
Außerdem wurde Hofmann aufgrund seiner christlichen Überzeugung 1933 zum entschiedenen Gegner der Deutschen Christen, die in der Kirchenprovinz Sachsen die Kirchenbehörden dominierten. Hofmann trat dem Laienkreis des Pfarrernotbundes bei und bekämpfte mit anderen Anwälten wie Horst Holstein, Karl Mensing, Eberhard Fiedler und Gustav Heinemann die Deutschen Christen im innerkirchlichen Verfassungskonflikt mit juristischen Mitteln. Außerdem wurde er als Ratsmitglied der Bekennenden Kirche der Kirchenprovinz Sachsen gewählt. Als Rechtsanwalt übernahm er die reichsweite Vertretung verhafteter Pfarrer. Dies führte zu ständigen Auseinandersetzungen mit der Rechtsanwaltskammer unter dem Hallenser Anwalt und NS-Funktionär Erwin Noack. Die Geheime Staatspolizei erteilte ihm 1935 Redeverbot und klagte ihn 1937 wegen Verstoßes gegen das Sammlungsgesetz an. Vor allem auf Betreiben des Magdeburger Anwalts und Nationalsozialisten Georg Kuhlmey wurden mehrere Ehrengerichtsverfahren gegen Hofmann eingeleitet; sie sollten ihn aus der Anwaltschaft ausschließen, endeten mit Verweisen und wurden schließlich eingestellt.

### Neuanfang
Nachdem Hofmanns Kanzlei- und Privaträume bei dem verheerenden Luftangriff auf Magdeburg am 16. Januar 1945 vollständig zerstört worden waren, bekam er nach Kriegsende und nach seiner Wiederzulassung als Rechtsanwalt und Notar die Büroräume seines inzwischen internierten Widersachers Kuhlmey zugewiesen. Im Februar 1946 wurde Hofmann zum Mitglied der Vorläufigen Kirchenleitung der Kirchenprovinz Sachsen berufen, war von 1947 bis zu seinem Tode deren Konsistorialpräsident und übernahm noch zahlreiche weitere kirchliche Ehrenämter. Seit 1950 bemühte er sich in Verhandlungen zusammen mit den Bischöfen Otto Dibelius und Ludolf Hermann Müller sowie anderen Kirchenvertretern wie dem Probst der Altmark Helmut Schapper bei DDR-Ministerpräsident Otto Grotewohl um die Eigenständigkeit der evangelischen Kirche, insbesondere um die Aufhebung des Entscheidungszwangs bei jungen Christen zwischen der Taufe und dem Eintritt in die FDJ. Obwohl sich Hofmann für deren Erhaltung einsetzte, wurden mehrere der Kirchen in der Magdeburger Altstadt gesprengt.
Bernhard Hofmann starb mit 64 Jahren und wurde auf dem Südfriedhof (Magdeburg) beigesetzt. Sein Grabstein befindet sich im Lapidarium St. Gertraud in Salbke. Er trägt außer der Inschrift
DIESER WAR AUCH MIT DEM JESUS VON NAZARETH (MATH. 26,71b) den Namen und die Lebensdaten seiner Ehefrau Ilse geb. Buchholz (* 16.02.1900, † 29.08.1984). Er hatte einen Sohn und drei Töchter, die verstorben sind. 
Da die außergewöhnlichen Verdienste Hofmanns für das Corps Palaiomarchia wegen der Zeitumstände zu seinen Lebzeiten nicht mehr gewürdigt werden konnten, verlieh ihm das Corps am 28. Oktober 2017 ausnahmsweise postum die Ehrenmitgliedschaft. Die Ehrenurkunde wurde am 9. Januar 2019 an Erdmann Schott, den Enkel Hofmanns und Sohn des Theologen Christian-Erdmann Schott, überreicht.